# 榧树
香榧（学名：Torreya grandis，又常稱為中國榧）属三尖杉科榧树属，为常绿乔木。主要生长在中國南方较为湿润的地区，目前香榧较多见的地方为浙江东阳、诸暨、富阳、安徽黟县等地。香榧生长成熟期为三年：第一年开花，第二年结果，第三年成熟。香榧的果实为坚果，橄榄形，果壳较硬，内有黑色果衣包裹淡黄色果肉，可食用，营养丰富。在东亚国家榧木是被用来制作棋盘的高级木料。模式标本采自浙江。

## 别名
香榧、小果榧、凹叶榧、榧、小果榧树、钝叶榧树、药榧、野杉、大圆榧、细圆榧、栾泡榧、米榧、了木榧、芝麻榧、圆榧

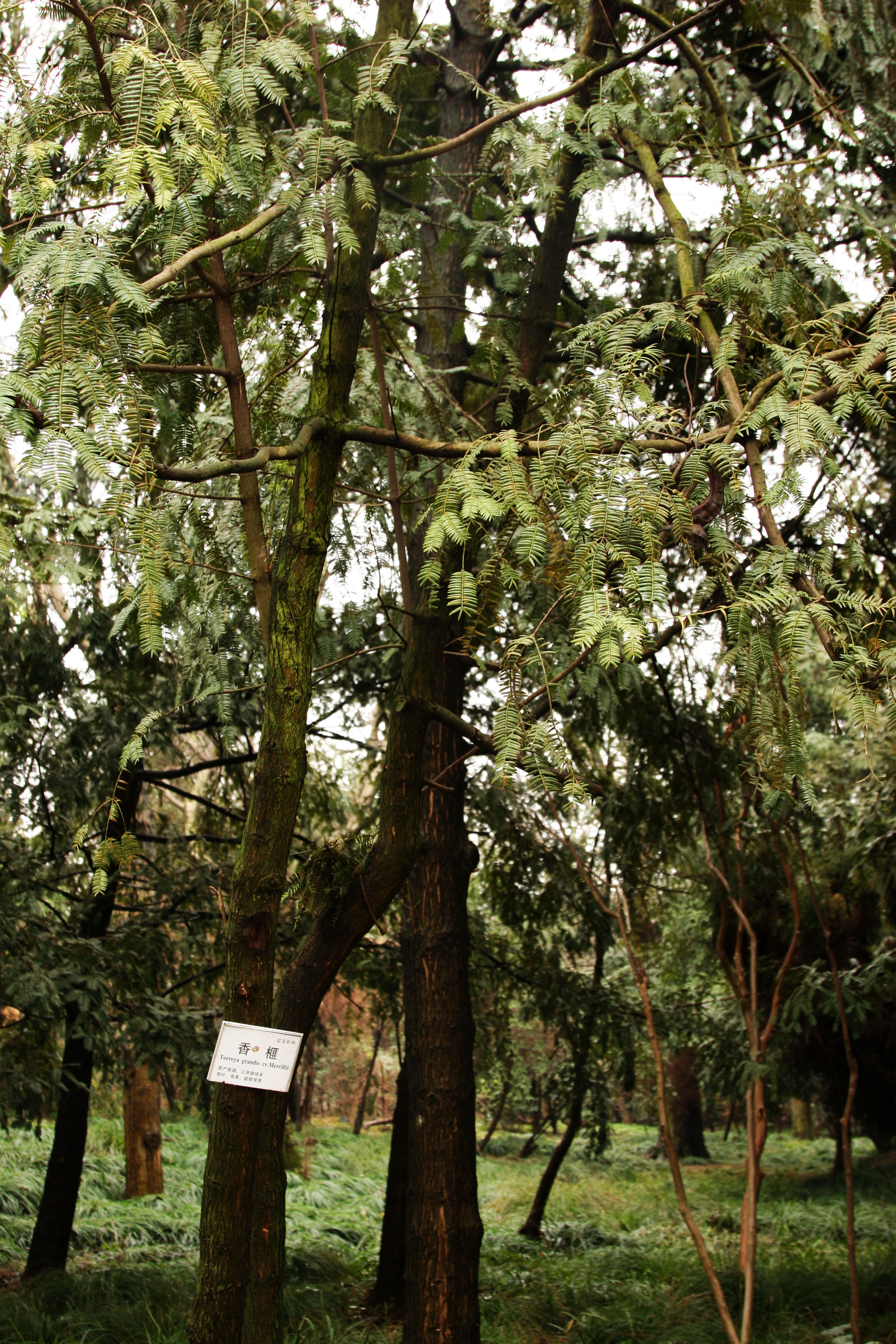
上海植物园内的香榧
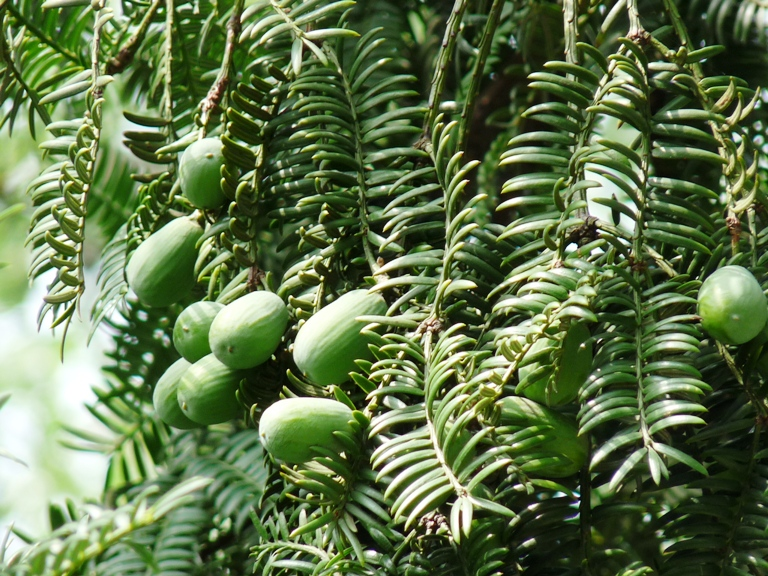
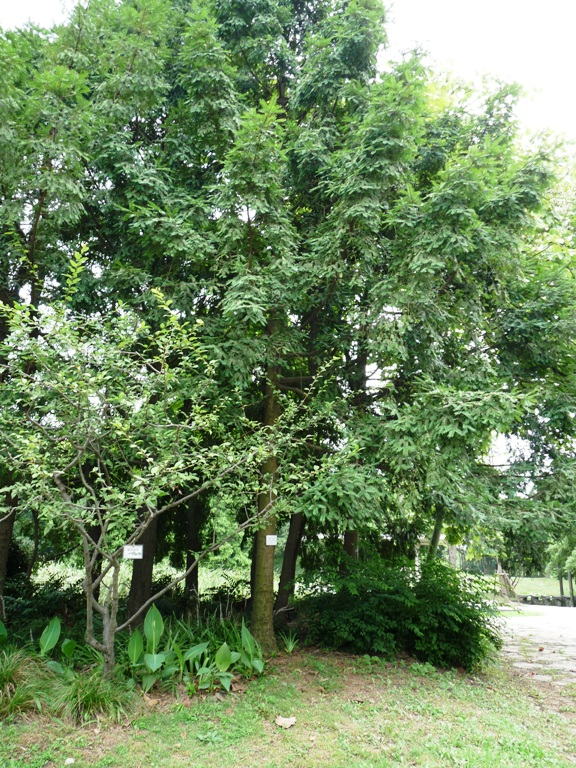
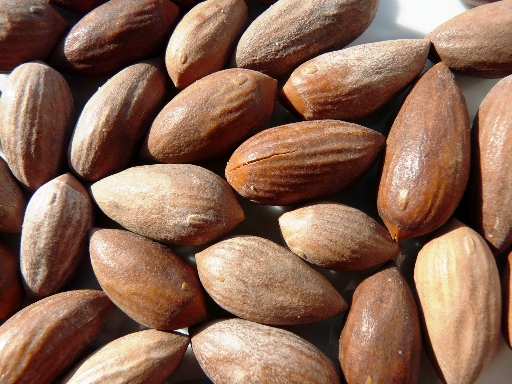